# معتضد
مُعتَضِد شانزدهمین خلیفه عباسی در بغداد بود که در ۱۲ رجب ۲۷۹ قمری به خلافت رسید. او در سال‌های بین ۸۹۲ تا ۹۰۲ میلادی فرمان راند. پس از مرگ ابوالعباس محمد معتمد، با او بیعت شد. او با شیعیان و علویان راه مدارا در پیش گرفت. او نخستین خلیفه عباسی بود، که خود به نماز جماعت می‌ایستاد. وی با سران بربر به جنگ وارد شد و زمینه فروپاشی دولت اغلبیان را فراهم کرد. در دوران او، نصر بن احمد سامانی در خراسان و فرارود (ماوراءالنهر) قدرت یافته بود. یعقوبی و دینوری دو مورخ بزرگ و ابن معتز و ابن رومی دو شاعر بزرگ در عصر او می‌زیستند. معتضد خود شخصی شاعرپیشه بود و به ادبیات علاقه نشان می‌داد. وی به سال ۹۰۲ میلادی درگذشت.